# Christopher Robin și Winnie de Pluș
Christopher Robin este un film fantastic de animație live-action din 2018 regizat de Marc Forster. Este o adaptare live-action a filmelor Winnie de Pluș.

## Distribuție
| Actor                  | Personaj                              |
| ---------------------- | ------------------------------------- |
| Ewan McGregor          | Christopher Robin (Janneman Robinson) |
| Hayley Atwell          | Evelyn Robin                          |
| Bronte Carmichael      | Madeline Robin                        |
| Mark Gatiss            | Giles Winslow                         |
| Oliver Ford Davies     | tatăl lui Giles Winslow               |
| Ronke Adekoluejo       | Katherine Dane                        |
| Adrian Scarborough     | Hal Gallsworthy                       |
| Roger Ashton-Griffiths | Ralph Butterworth                     |
| Actor                  | Voce                                  |
| Jim Cummings           | Winnie de Pluș și Tigger (Tigru)      |
| Brad Garrett           | Eeyore                                |
| Nick Mohammed          | Piglet (Purcel)                       |
| Peter Capaldi          | Rabbit (Iepure)                       |
| Sophie Okonedo         | Kanga                                 |
| Sara Sheen             | Roo                                   |
| Toby Jones             | Owl (Bufniță)                         |